# 趙竹溪
趙竹溪（1900年—1991年8月），山東省掖縣人，中國武術家，流派「太極螳螂門」第七傳掌門，晚年於香港授徒。

## 簡歷
趙竹溪於清光緒二十六年（1900年）農曆十二月二十八日出生於山東省掖縣沙河鎮路旺村。年少時父母皆亡，隨姑母生活，身活窮困，其後往大澤山智藏寺跟兩位老禪師覺東與清泉學習太祖門武術，包括短打、單招、技撃、氣硬功、騎馬和射箭等，並練就一套七節梅花鞭和繩鏢絶學。後兩位大師先後圓寂，趙氏便回家鄉進了當時之德勝鑣局任鑣師。
期間趙氏從某同業得悉在煙台至掖縣間有一座山，山頂上有一所青峰觀，觀上有一老道士名張萬秋據說是武當傳人，精於一套以周敦頤理學的太極理論為基礎的「太極掌」亦叫「摩雲掌」，趙師求技心切，便暫時放下鑣務，上山求教。後來便成了「竹溪太極螳螂門」之獨門武藝。
趙氏年廿歲時在山東煙臺，因緣巧合遇上當時「太極螳螂門」任豐瑞與遲守進，便跟隨他倆學習太極螳螂拳，後更成為「太極螳螂」第七傳掌門。其後趙氏與其愛徒姜密齡南下往澳門謀生。初到澳門生活艱難師徒倆便以賣武為生，並因此與少林永春門名師 朱頌民結緣。隨後互相交流，趙氏更以本門手法及永春木人樁法創出《少林佛樁》 成為本門特色武藝之一。
因人緣極佳，一時紳商豪俊都以與他結義為榮，於是後來有了十三太保結盟盛事。往後成立「竹溪國術團」，定名為「華僑體育會」。其後門下弟子漸多，於1944年在新橋設分館，由徒弟鄺群威執教。
1937年，日本侵華，趙師為抗日義演籌款，更在國軍陣營訓練（大刀隊），教他們學習斬馬刀來保家護國，沙塲殺敵制勝。抗戰勝利後，趙氏便與徒弟姜密齡往北越海防謀發展，執教於當時西貢堤岸精武會、崇正體育會、福建勵志會、潮州義安體育會等，桃李滿門。
1968年越南政局動盪不穩，又因愛徒姜密齡病逝，靜極思動，於是決意往香港發展，在銅鑼灣白沙道開館授徒。再於1971年遷往天后廟道鴻安大廈。致力於整合教材及培養弟子。
趙氏所教徒弟眾多，除大弟子姜密齡外還有劉進田，張丕延等。除香港弟子以外，現在其徒弟徒孫已遍布世界各地。
趙師於1991年8月因病辭世。